# Acaulonopsis
Acaulonopsis là một chi rêu thuộc họ Pottiaceae. Các loài thuộc chi này được tìm thấy tại Tây Cape, Nam Phi.

## Loài
1. Acaulonopsis eureka R.H. Zander & Hedd.
2. Acaulonopsis fynbosensis R.H. Zander & Hedd.